# David Airapetean
David Airapetean (n. 26 septembrie 1983, Bakı, Republica Sovietică Socialistă Azerbaidjană) este un boxer ce a reprezentat Rusia, medaliat olimpic. A participat la 2 ediții ale Jocurilor Olimpice (2008, 2012) în care a câștigat o medalie de bronz.